# Paleón Skyllítsion (Imathie)
Paleó Skyllítsi (grec moderne : Παλαιό Σκυλλίτσι), ou Paleón Skyllítsion (grec moderne : Παλαιόν Σκυλλίτσιον), est une localité située dans le dème d'Alexándria, dans le district régional d'Imathie, dans la periphérie de Macédoine-Centrale, en Grèce.
Selon le recensement de 2011, elle compte 526 habitants.